# Frein à sabot
 (janvier 2022).
Si vous disposez d'ouvrages ou d'articles de référence ou si vous connaissez des sites web de qualité traitant du thème abordé ici, merci de compléter l'article en donnant les références utiles à sa vérifiabilité et en les liant à la section « Notes et références ».

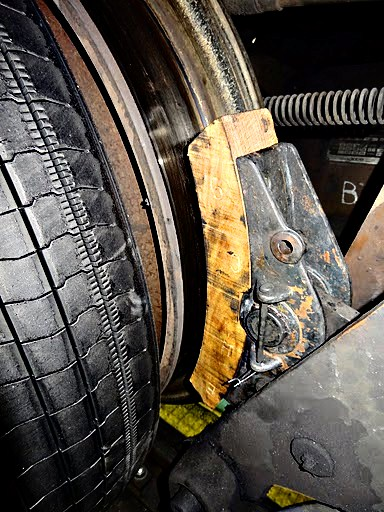
Frein à sabot du métro de Marseille.

Le frein à sabot ou frein à bloc est constitué d'une pièce mobile, le sabot, qui vient s'appliquer sur la roue ou un dispositif qui en est solidaire. Il est encore employé, notamment dans les transports ferroviaires. Le frein de Prony, conçu à des fins métrologiques, est un exemple de frein à sabots.
Le frein à sabot utilisé par le métro parisien (lignes 3, 6, 10, 12) ou marseillais est fabriqué en bois de hêtre. Ce dernier subit alors un traitement ignifuge pour éviter tout échauffement pouvant produire une flamme lors du freinage. 
Le métro de Montréal, au Québec, utilise aussi ce type de système de freinage par sabot, mais en bois de merisier.